# 萨姜米庞仁波切

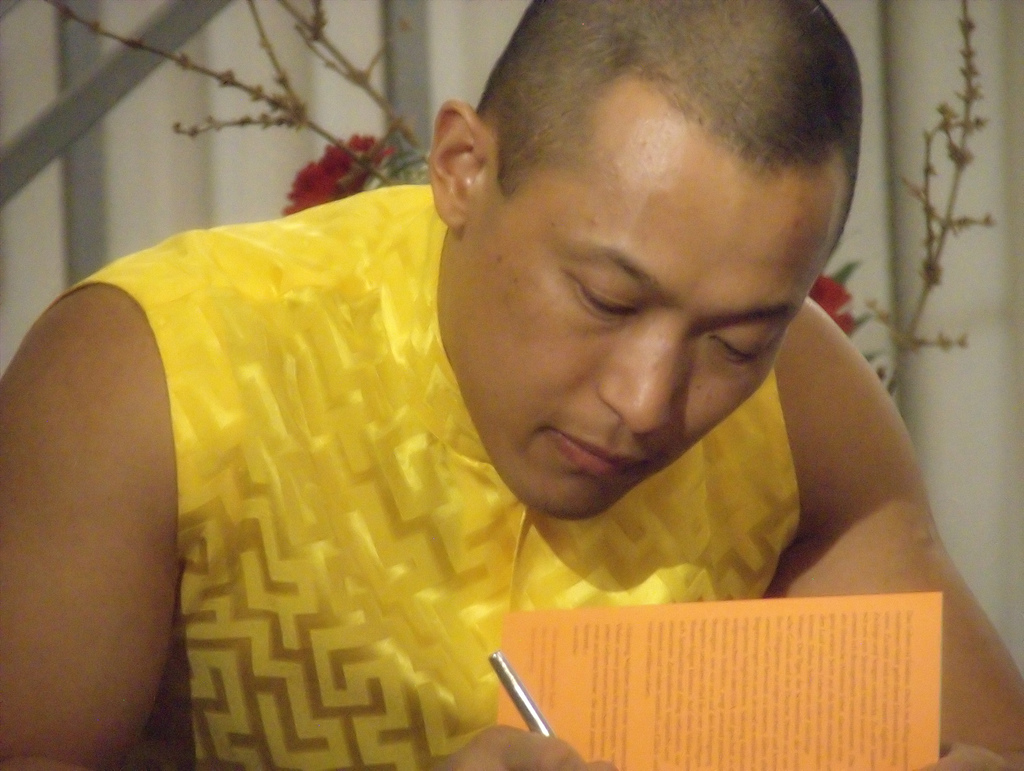

萨姜米庞仁波切（Sakyong Mipham Rinpoche，藏語：ས་སྐྱོང་མི་ཕམ་，威利转写：sa skyong mi pham་，1962年—），生於菩提伽耶，被認證為米龐仁波切的轉世祖古。

## 生平
仁波切之父為邱阳创巴仁波切（Chögyam Trungpa），母親名為昆秋巴登（Kunchok Palden），兩人在西藏逃難至印度路上認識。1962年，其母于印度朝圣时，在佛陀开悟成道之地的菩提伽耶生下他。因為丘陽創巴仁波切當時仍然保有出家僧侶身份，此事被視為秘密。
他是其木克坡家族──格萨王之后代──家族传承的法嗣。贝诺法王在1995年为他升座为「萨姜」，意为「大地护佑者」，并也是当今香巴拉佛教世界（Shambhala Buddhism）的总领袖。他曾和多位当代卓著的佛教大师学法，如他的父亲，邱阳创巴仁波切，及顶果钦哲法王、贝诺法王等。
萨姜米庞仁波切是宁玛、噶举和香巴拉三个法脉的传承者。米庞仁波切精擅英文和藏文；除了禅修及佛法，他也精通书法、诗歌、弓道，甚至出版音乐。在米庞仁波切的指导之下，全世界各大洲约有两百座大大小小的香巴拉禅修、闭关中心，供一般人修习香巴拉法教。此外，还包括一所受佛教所启发、引导的那洛巴大学，以及位于加拿大专属僧众的冈波修道院。